# Nordhausen (stad)
Nordhausen is een stad in de Duitse deelstaat Thüringen en de hoofdplaats van de Landkreis Nordhausen. De gemeente telt 40.969 inwoners.
Vlak bij de stad ligt het voormalige concentratiekamp Mittelbau-Dora.

## Geschiedenis
Nordhausen, dat in 927 voor het eerst werd genoemd, kwam tot ontwikkeling rond een burcht, die door koning Hendrik de Vogelaar werd gesticht op de plek waar zich eerder een Karolingische palts had bevonden. In 961 stichtte zijn vrouw, koningin Mathilde, er een vrouwensticht. Keizer Otto II schonk Nordhausen in 972 aan zijn echtgenote: er werd toen onderscheid gemaakt tussen een burcht en een hof. In 1158 schonk keizer Frederik I zijn gehele bezit in Nordhausen, inclusief de burcht en de hof aan de abdis van het sticht. In 1220 stelde keizer Frederik II naast de voogd voor het sticht ook een voogd voor de stad aan, waardoor de stad loskwam van het sticht en rijksstad werd.
Vermoedelijk in 1277 verwoestten de burgers de rijksburcht. Koning Rudolf I verleende in 1290 een privilege, waardoor de burgers onafhankelijk werden van rechtbanken buiten de stad. Na het verdwijnen van het centrale gezag tijdens het interregnum kwam de stad sterk onder druk te staan van de naburige vorstendommen. In 1323 verkocht keizer Lodewijk de Beier het schoutambt, de munt en de tol aan de graven van Schwarzburg, Hohenstein, Mansfeld en Wernigerode. Later in deze eeuw wist de stad zich te herstellen.
De reformatie werd in 1523/24 ingevoerd. In 1541 kreeg de stad het ambt van rijksschout (dat de hertog van Saksen als rijksleen had) in handen en in 1546 het ambt van rijksvoogd (dat de graaf van Hohenstein als rijksleen had) als pand in handen, zij het slechts tijdelijk. Na 1648 verslechterde de situatie: in 1697 verkocht de keurvorst van Saksen de ambten van rijksschout en rijksvoogd (sinds 1594 van Hohenstein aan Saksen gekomen) aan de keurvorst van Brandenburg. Toen vervolgens ook het graafschap Hohenstein in 1699 onder Brandenburgs bestuur kwam, werd de bedreiging van de onafhankelijkheid door Brandenburg groot. In 1703 bezetten Brandeburgse troepen de weerloze stad. Een Brandenburgse schout oefende vervolgens alle rechten strikt uit, wat een inperking van de stedelijke autonomie betekende. In 1714 wist de stad met Engelse hulp de rechten van de keurvorst van Brandenburg af te kopen.
Op 2 augustus 1802 nam Pruisen opnieuw bezit van de stad. Het Reichsdeputationshauptschluss van 25 februari 1803 regelde de inlijving bij het keurvorstendom Brandenburg (Pruisen). Nadat Pruisen in de vrede van Tilsit al zijn gebieden ten westen van de Elbe had moeten afstaan, kwam de stad aan het koninkrijk Westfalen. Het Congres van Wenen in 1815 kende Nordhausen weer toe aan het koninkrijk Pruisen, waar het deel ging uitmaken van de provincie Saksen.
In augustus 1943 werd ten noorden van Nordhausen het concentratiekamp Dora-Mittelbau in gebruik genomen. Het belangrijkste doel van het kamp was niet het uitroeien van de gevangenen (zoals in Auschwitz of Treblinka gebeurde) maar hen te gebruiken als goedkope arbeidskrachten in de wapenindustrie, voornamelijk in de productie van V1's en V2's. In Nordhausen zelf diende de leegstaande Boelckekazerne als een gigantische ziekenboeg, waar uitgeputte en gewonde gevangenen naartoe werden gebracht.
Op 3 en 4 april 1945 werd de stad zwaar gebombardeerd door de geallieerden. Er vielen naar schatting 8800 doden, onder wie naar schatting de helft kinderen en vrouwen en meer dan 1500 concentratiekampgevangenen in de Boelckekazerne. Onder de Belgische getuigen waren Oleg Steenbrugge, Louis Vivijs en Paul Halkin. Historici beschouwen deze luchtaanval als een vergeldingsoperatie voor de V-bommenterreur. Toen de Amerikanen enkele dagen later de stad innamen en de honderden lijken in de Boelckekazerne aantroffen, verplichtten ze de Duitse bevolking om de lichamen te begraven terwijl de propagandadiensten filmden. Over de Britse bommen werd met geen woord gerept.
Nordhausen maakte van 1949-1990 deel uit van het communistische Oost-Duitsland, de DDR.

## Bestuurlijke indeling
Nordhausen heeft zes Ortsteile met een eigen plaatselijk bestuur: Hesserode, Leimbach, Steigerthal, Steinbrücken, Sundhausen en sinds 8 juli 2018 Buchholz. De overige, kleinere plaatsen hebben die status niet.

## Bevolking
| 1802 - 1946 - 1802 - 8355 - 1821 - 9900 - 1840 - 12.000 - 1880 - 26.198 - 1890 - 26.847 - 1933 - 37.635 - 1939 - 42.316 - 1946 - 32.848 | 1950 - 1996 - 1950 - 39.452 - 1960 - 39.768 - 1981 - 47.121 - 1984 - 47.176 - 1986 - 47.681 - 1994 - 48.028 - 1995 - 47.324 - 1996 - 46.750 | 1997 - 2004 - 1997 - 46.650 - 1998 - 46.192 - 1999 - 46.057 - 2000 - 45.633 - 2001 - 45.196 - 2002 - 44.701 - 2003 - 44.311 - 2004 - 43.894 |

## Verkeer

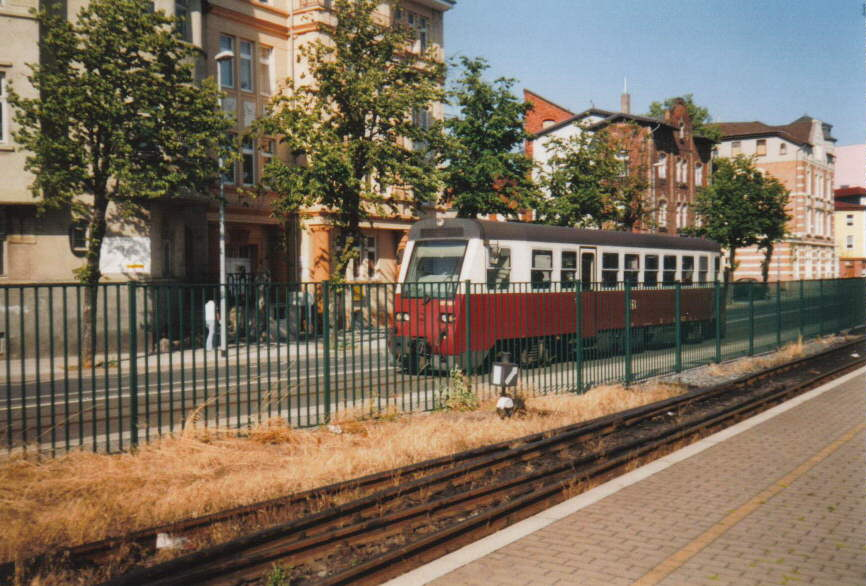
Harzquerbahn (HSB)

Nordhausen kreeg in 1866 een treinstation: in dat jaar kwam de verbinding met Halle tot stand, thans de spoorlijn Halle - Kassel. Al spoedig volgden er verbindingen met Erfurt en Northeim en in 1887 de smalspoorlijn van de Harzquerbahn, aanvankelijk naar Ilfeld en later naar Wernigerode. Deze lijn begint op station Nordhausen Nord en wordt geëxploiteerd door de Harzer Schmalspurbahnen GmbH (HSB).

### Tram
De tram van Nordhausen, geëxploiteerd door de Stadtwerke Nordhausen, bestaat sinds 1900 en telt drie lijnen, waarvan er één doorloopt naar Ilfeld en daar aansluiting geeft op de Harzquerbahn. De tramlijn begint eveneens op station Nordhausen Nord, dat slechts door een straat wordt gescheiden van het hoofdstation.
| Lijn | Route                                                                                          | Takt                                              |
| ---- | ---------------------------------------------------------------------------------------------- | ------------------------------------------------- |
| 1    | Krankenhaus – Rathaus/Kornmarkt – Bahnhofsplatz                                                | Ma.-Vr.: 10 min. / Za.-Zo. + feestdagen: 20 min.  |
| 2    | Parkallee – Landratsamt – Rathaus/Kornmarkt – Nordhausen Ost                                   | Ma.-Vr.: 10 min. / Za.-Zo. + feestdagen: 20 min.  |
| 10   | Krankenhaus – Rathaus/Kornmarkt – Bahnhofsplatz – Niedersachswerfen Ost – Ilfeld Neanderklinik | Ma.-Vr.: 60 min. / Za.-Zo. + feestdagen: 120 min. |

De trams die gebruikt worden zijn van het type Combino van Siemens. Van dit type zijn sinds 2000 tien stuks, zogenaamde Bambino's, aangeschaft. Vier zijn eenrichtingsrijtuigen (101–104), drie zijn tweerichtingsrijtuigen (105–107) en drie van het zogenaamde Combino Duo met hybride aandrijving (201-203), die ingezet worden op de lijn naar Ilfeld.
- Combino (eenrichtingsrijtuig) 101 + 102 (Siemens Düsseldorf, 2000)
- Combino (eenrichtingsrijtuig) 103 + 104 (Siemens Krefeld, 2002)
- Combino (tweerichtingsrijtuig) 105 + 106 + 107 (Siemens Krefeld, 2002)
- Combino (eenrichtingsrijtuig) 108 + 109 (Siemens Krefeld 2011)
- Combino Duo (tweerichtingsrijtuig) 201 + 202 + 203 (Siemens Krefeld, 2004)

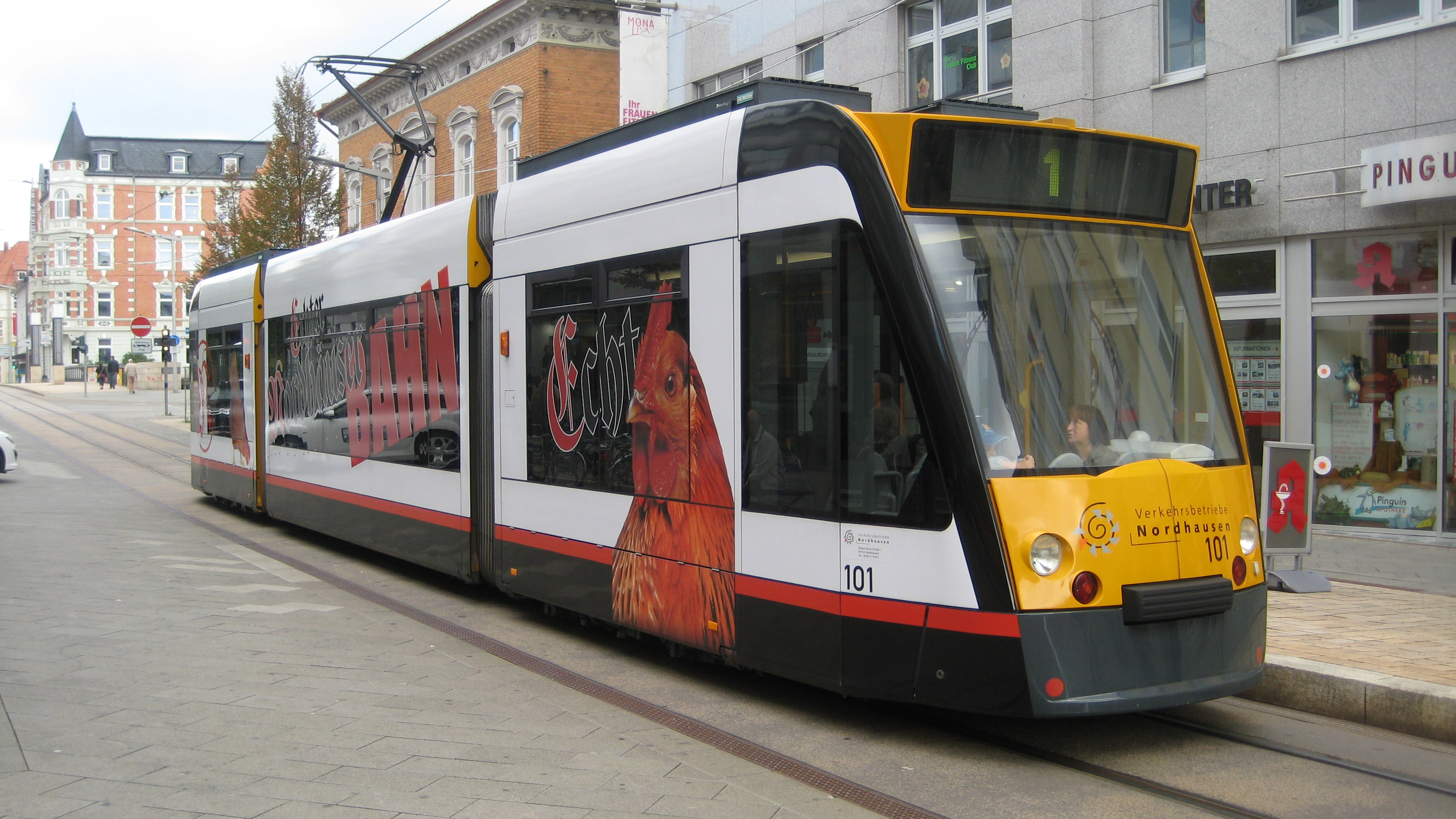
Lijn 1 - rijtuig 101
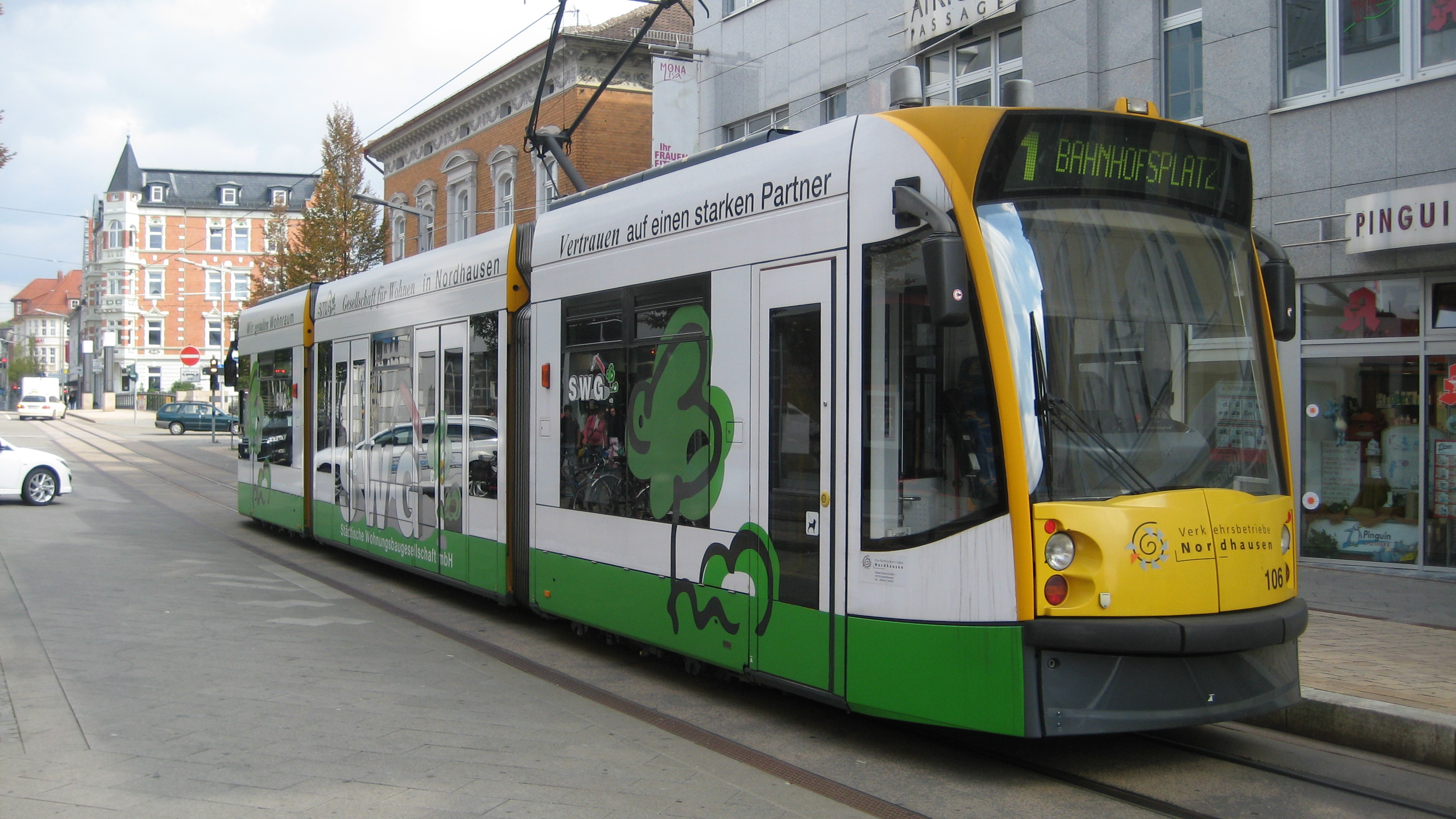
Lijn 1 - rijtuig 106
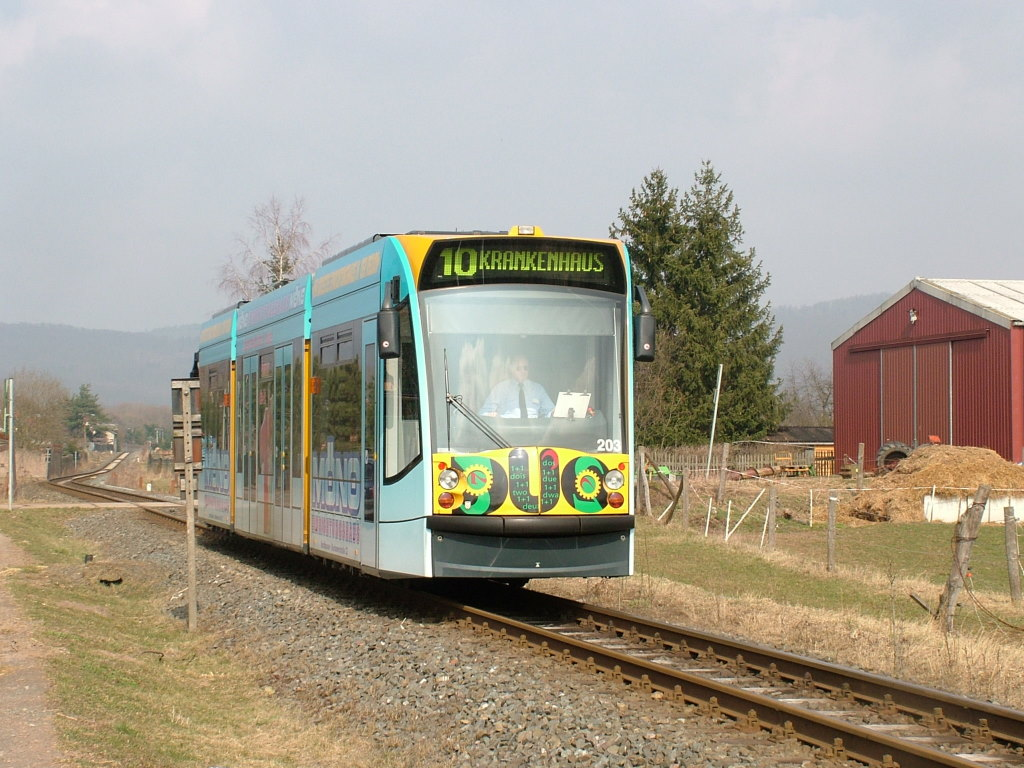
Lijn 10 - rijtuig 203

Daarnaast zijn er nog twee historische- en een partytram in dienst.
- Historische Tram 23 (Wismar, 1934)
- Historische Tram 40 (Gotha, 1959 - 1969 ex Gera 143 - 1994 ex Nordhausen 43)
- Partytram 59 (Gotha, 1961 - 1991 ex Erfurt 154, 1986 met opbouw Leipzig 1216), is zwart gelakt als partytram in dienst.

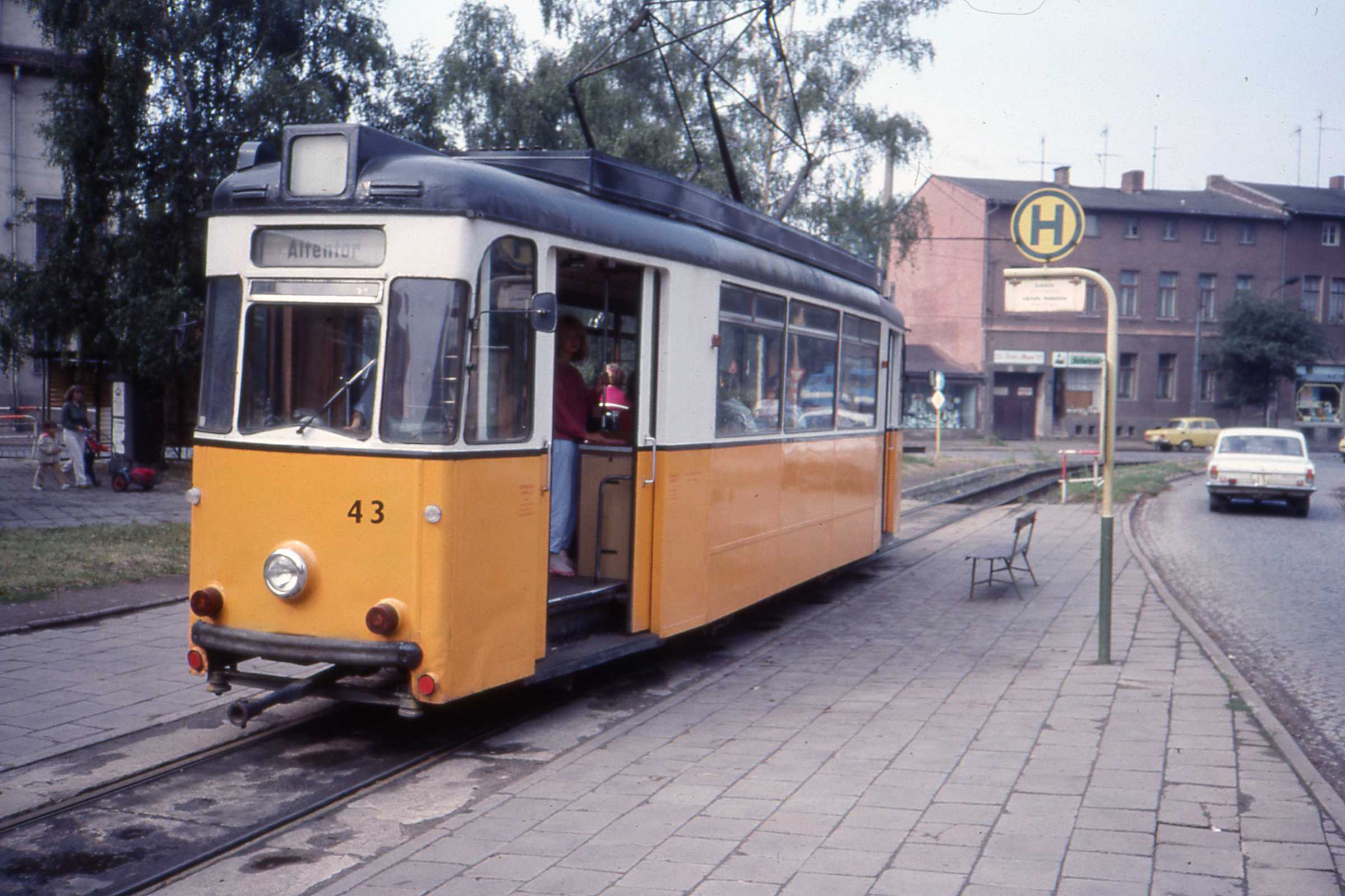
Nordhausen 43 (ex Gotha 143) thans Historische tram 40

Bovendien zijn er nog vier in de jaren 1990 uit Stuttgart en Freiburg overgenomen GT4-Gelenkwagen, die uitsluitend als reserve hebben gediend. Deze door de Maschinenfabrik Esslingen gebouwde trams werden in januari 2012 buiten dienst gesteld.
- GT 4 (eenrichtingsrijtuig) 79
- GT 4 (eenrichtingsrijtuig) 80 (Stuttgart, 1962)
- GT 4 (eenrichtingsrijtuig) 81 (Stuttgart, 1964)
- GT 4 (tweerichtingsrijtuig) 94 (Freiburg, 1965)

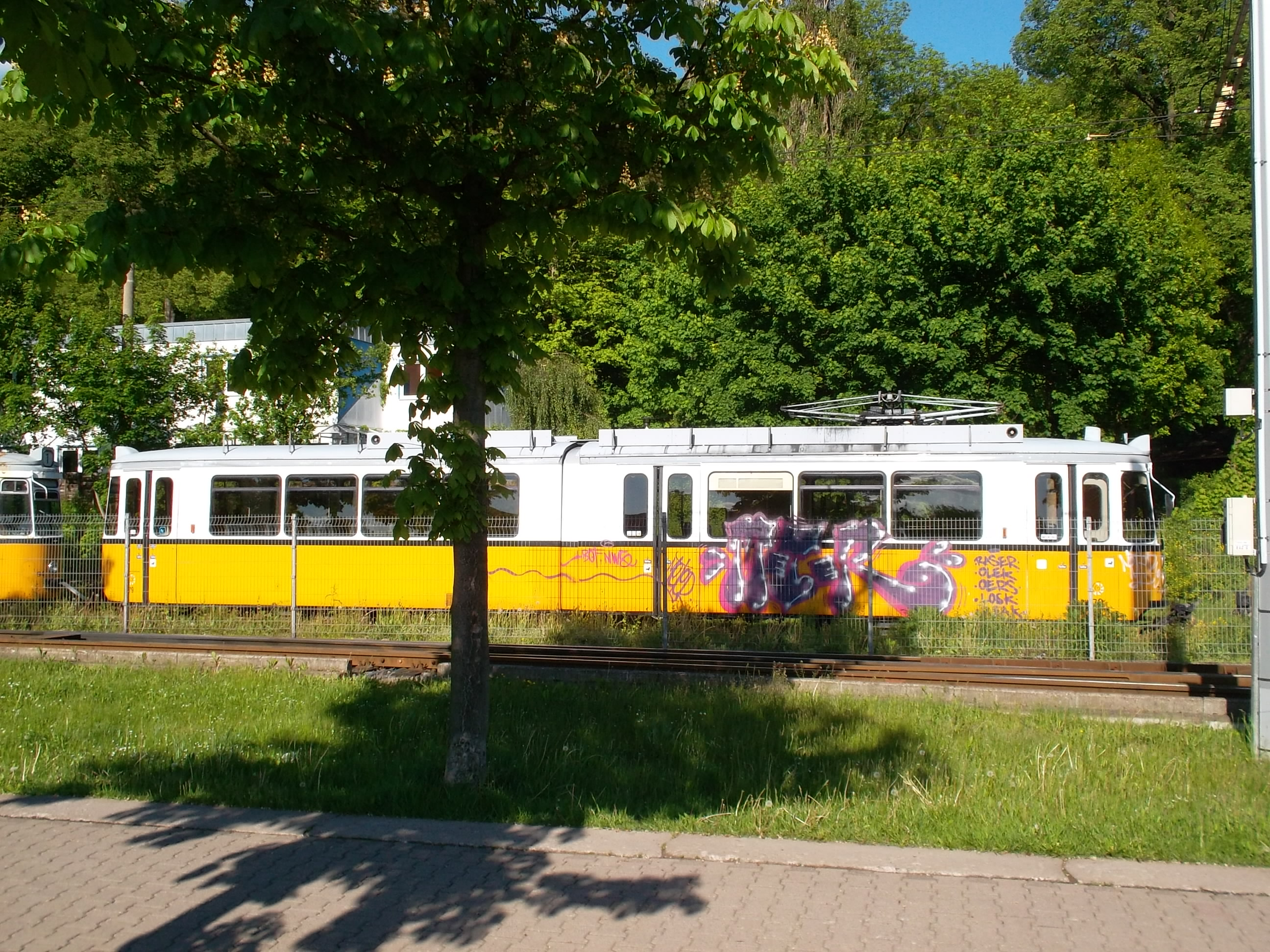
eenrichtingsrijtuig 79
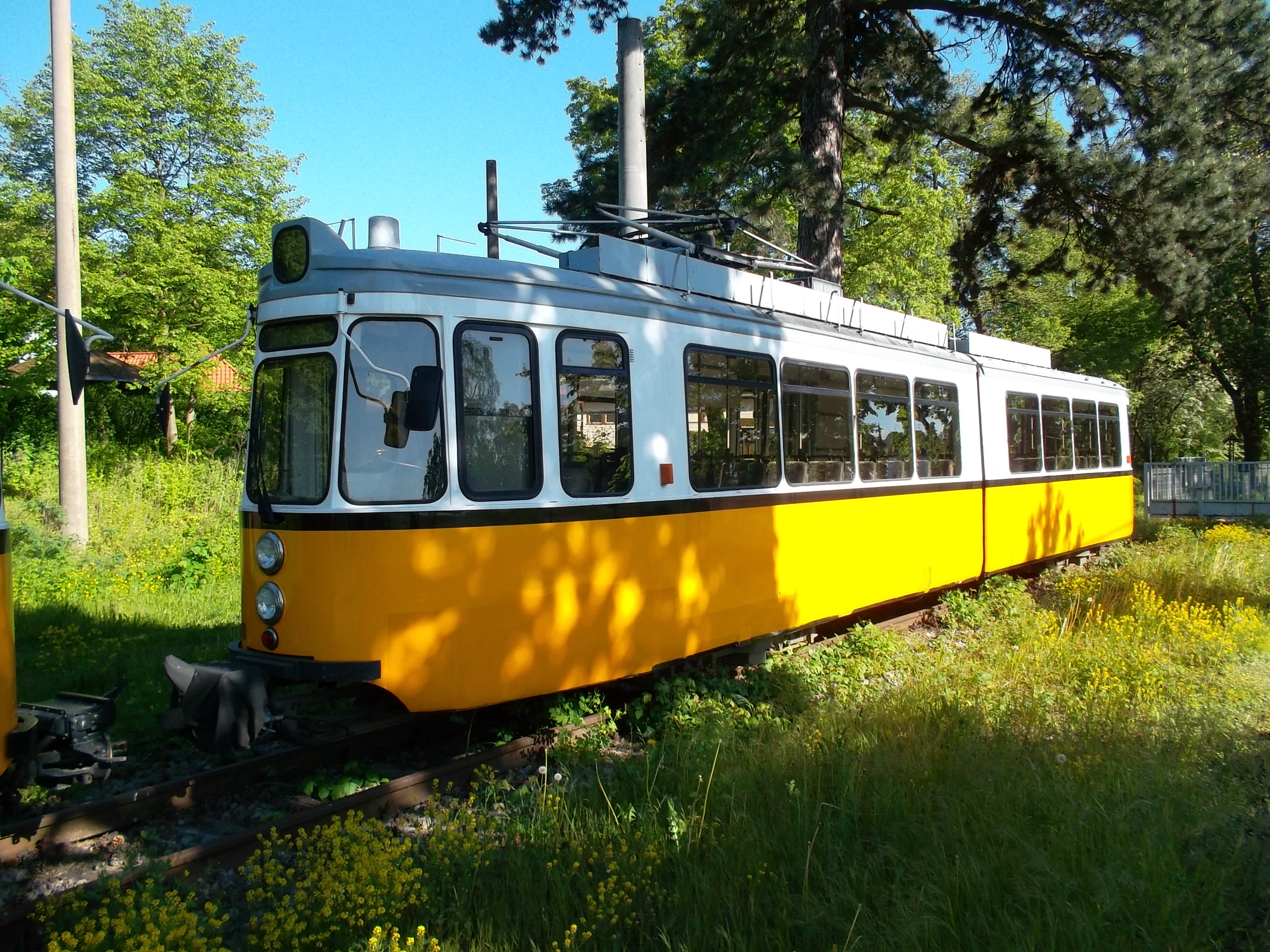
eenrichtingsrijtuig 80
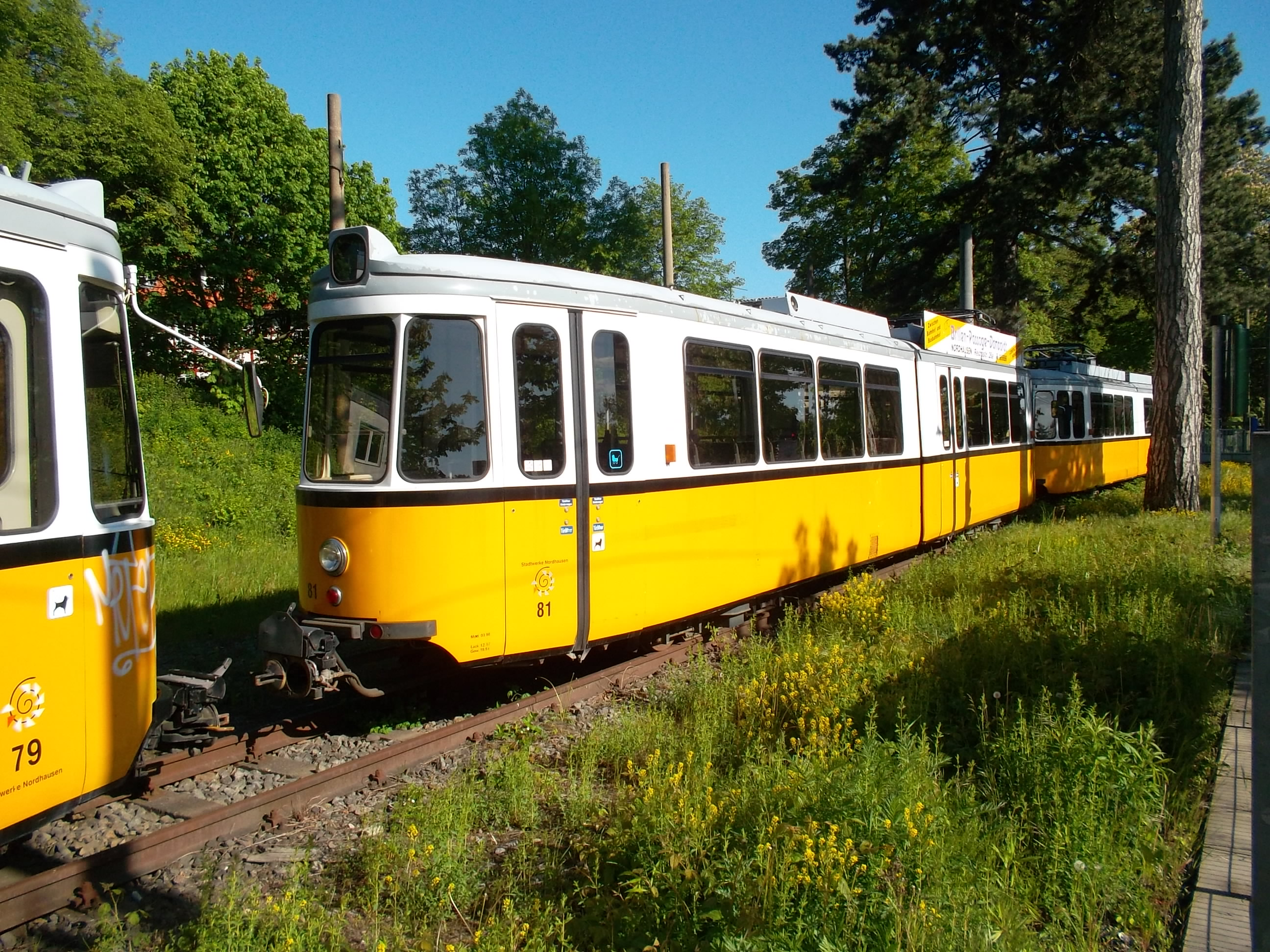
eenrichtingsrijtuig 81
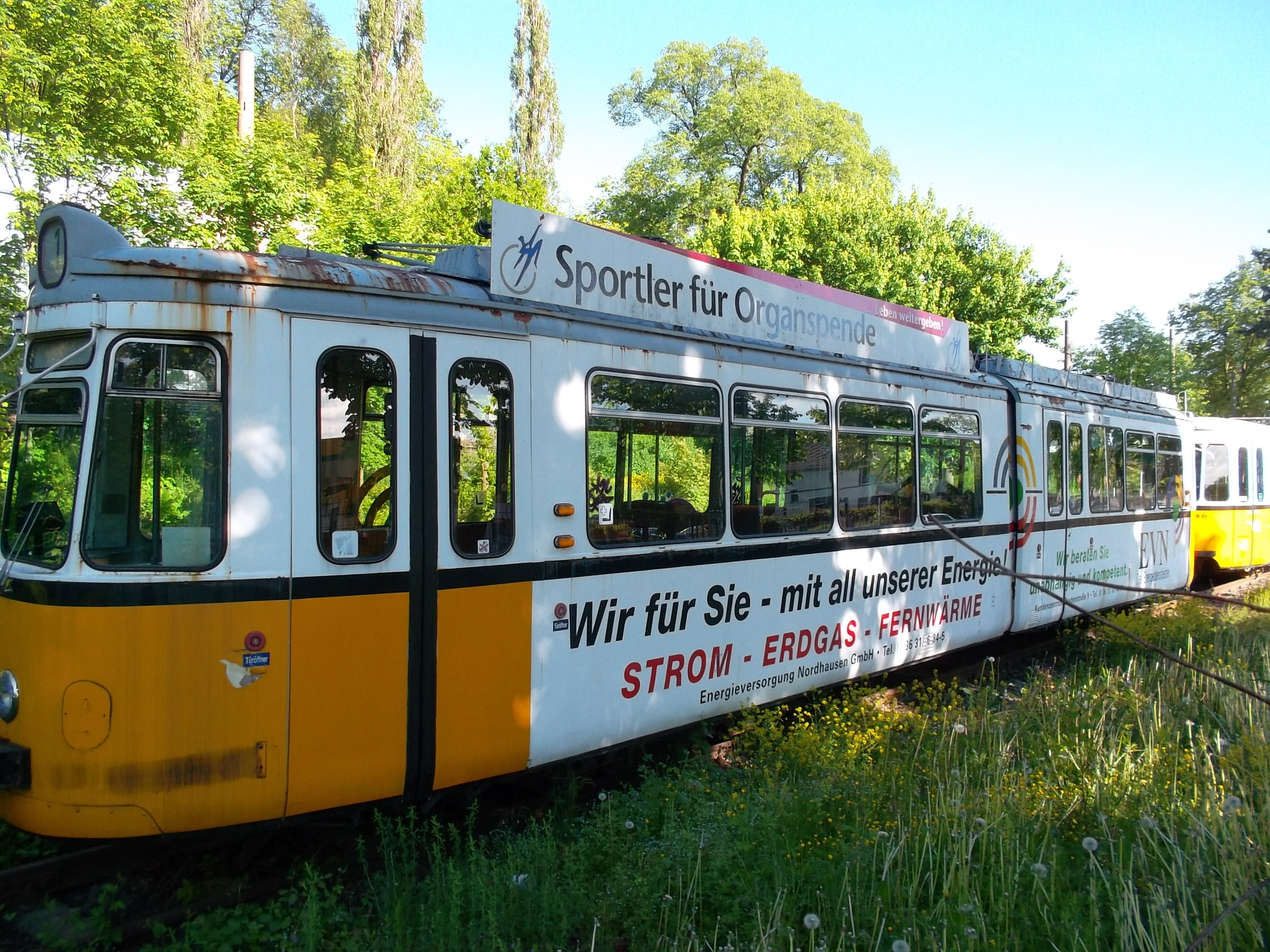
tweerichtingsrijtuig 94

## Media
De Thüringer Allgemeine uit Erfurt geeft een lokale editie voor Nordhausen uit.

## Partnersteden
- Charleville-Mézières (Frankrijk, sinds 1978)
- Ostrów Wielkopolski (Polen, sinds 1983)
- Bochum (Duitsland, sinds 1990)
- Bet Shemesh (Israël, sinds 1992)

Tevens bestaan er nauwe samenwerkingsrelaties met de nabijgelegen steden Sondershausen, waarmee een Städtebund bestaat, en Sangerhausen.

## Geboren
- Lothar de Maizière (1940), politicus
- Volker Beck (1956), atleet
- Ariane Friedrich (1984), hoogspringster